# Xblaze Lost: Memories
Xblaze Lost: Memories est un jeu vidéo de type visual novel développé par Arc System Works et sorti en 2015 sur Windows, PlayStation 3 et PlayStation Vita.

## Accueil
Le jeu a une moyenne de 63 % pour 4 tests sur Metacritic.